# Tibellus vossioni
Tibellus vossioni är en spindelart som beskrevs av Simon 1884. Tibellus vossioni ingår i släktet Tibellus och familjen snabblöparspindlar. Inga underarter finns listade i Catalogue of Life.